# Liste des titres musicaux numéro un au Royaume-Uni en 2018
Cette page liste les titres classés no 1 des ventes de disques au Royaume-Uni pour l'année 2018 selon The Official Charts Company.
Les classements hebdomadaires sont issus des 100 meilleures ventes de singles (UK Singles Chart) et des 100 meilleures ventes d'albums (UK Albums Chart). Ils prennent en compte les ventes physiques et digitales ainsi que les écoutes en streaming converties en équivalents ventes. Ils sont dévoilés chaque vendredi.

## Classement des singles
| №  | Date         | Artiste                                                     | Titre              | Référence |
| -- | ------------ | ----------------------------------------------------------- | ------------------ | --------- |
| 1  | 5 janvier    | Ed Sheeran                                                  | Perfect            |           |
| 2  | 12 janvier   | Ed Sheeran                                                  | Perfect            |           |
| 3  | 19 janvier   | Eminem feat. Ed Sheeran                                     | River              |           |
| 4  | 26 janvier   | Drake                                                       | God's Plan         |           |
| 5  | 2 février    | Drake                                                       | God's Plan         |           |
| 6  | 9 février    | Drake                                                       | God's Plan         |           |
| 7  | 16 février   | Drake                                                       | God's Plan         |           |
| 8  | 23 février   | Drake                                                       | God's Plan         |           |
| 9  | 2 mars       | Drake                                                       | God's Plan         |           |
| 10 | 9 mars       | Drake                                                       | God's Plan         |           |
| 11 | 16 mars      | Drake                                                       | God's Plan         |           |
| 12 | 23 mars      | Drake                                                       | God's Plan         |           |
| 13 | 30 mars      | Rudimental feat. Jess Glynne, Macklemore et Dan Caplen (en) | These Days (en)    |           |
| 14 | 6 avril      | Lil Dicky feat. Chris Brown                                 | Freaky Friday      |           |
| 15 | 13 avril     | Drake                                                       | Nice for What      |           |
| 16 | 20 avril     | Calvin Harris et Dua Lipa                                   | One Kiss           |           |
| 17 | 27 avril     | Calvin Harris et Dua Lipa                                   | One Kiss           |           |
| 18 | 4 mai        | Calvin Harris et Dua Lipa                                   | One Kiss           |           |
| 19 | 11 mai       | Calvin Harris et Dua Lipa                                   | One Kiss           |           |
| 20 | 18 mai       | Calvin Harris et Dua Lipa                                   | One Kiss           |           |
| 21 | 25 mai       | Calvin Harris et Dua Lipa                                   | One Kiss           |           |
| 22 | 1er juin     | Calvin Harris et Dua Lipa                                   | One Kiss           |           |
| 23 | 8 juin       | Calvin Harris et Dua Lipa                                   | One Kiss           |           |
| 24 | 15 juin      | Jess Glynne                                                 | I'll Be There      |           |
| 25 | 22 juin      | Clean Bandit feat. Demi Lovato                              | Solo               |           |
| 26 | 29 juin      | George Ezra                                                 | Shotgun (en)       |           |
| 27 | 6 juillet    | George Ezra                                                 | Shotgun (en)       |           |
| 28 | 13 juillet   | Baddiel, Skinner (en) & The Lightning Seeds                 | Three Lions        |           |
| 29 | 20 juillet   | Drake                                                       | In My Feelings     |           |
| 30 | 27 juillet   | Drake                                                       | In My Feelings     |           |
| 31 | 3 août       | Drake                                                       | In My Feelings     |           |
| 32 | 10 août      | Drake                                                       | In My Feelings     |           |
| 33 | 17 août      | George Ezra                                                 | Shotgun            |           |
| 34 | 24 août      | George Ezra                                                 | Shotgun            |           |
| 35 | 31 août      | Benny Blanco, Halsey, Khalid                                | Eastside           |           |
| 36 | 7 septembre  | Calvin Harris et Sam Smith                                  | Promises           |           |
| 37 | 14 septembre | Calvin Harris et Sam Smith                                  | Promises           |           |
| 38 | 21 septembre | Calvin Harris et Sam Smith                                  | Promises           |           |
| 39 | 28 septembre | Calvin Harris et Sam Smith                                  | Promises           |           |
| 40 | 5 octobre    | Calvin Harris et Sam Smith                                  | Promises           |           |
| 41 | 12 octobre   | Dave feat. Fredo                                            | Funky Friday       |           |
| 42 | 19 octobre   | Calvin Harris et Sam Smith                                  | Promises           |           |
| 43 | 26 octobre   | Lady Gaga et Bradley Cooper                                 | Shallow            |           |
| 44 | 2 novembre   | Lady Gaga et Bradley Cooper                                 | Shallow            |           |
| 45 | 9 novembre   | Ariana Grande                                               | Thank U, Next      |           |
| 46 | 16 novembre  | Ariana Grande                                               | Thank U, Next      |           |
| 47 | 23 novembre  | Ariana Grande                                               | Thank U, Next      |           |
| 48 | 30 novembre  | Ariana Grande                                               | Thank U, Next      |           |
| 49 | 7 décembre   | Ariana Grande                                               | Thank U, Next      |           |
| 50 | 14 décembre  | Ariana Grande                                               | Thank U, Next      |           |
| 51 | 21 décembre  | LadBaby (en)                                                | We Built This City |           |
| 52 | 28 décembre  | Ava Max                                                     | Sweet but Psycho   |           |

## Classement des albums
| №  | Date         | Artiste                     | Titre                                                    | Référence |
| -- | ------------ | --------------------------- | -------------------------------------------------------- | --------- |
| 1  | 5 janvier    | Ed Sheeran                  | ÷                                                        |           |
| 2  | 12 janvier   | Divers artistes             | The Greatest Showman: Original Motion Picture Soundtrack |           |
| 3  | 19 janvier   | Divers artistes             | The Greatest Showman: Original Motion Picture Soundtrack |           |
| 4  | 26 janvier   | Divers artistes             | The Greatest Showman: Original Motion Picture Soundtrack |           |
| 5  | 2 février    | Divers artistes             | The Greatest Showman: Original Motion Picture Soundtrack |           |
| 6  | 9 février    | Divers artistes             | The Greatest Showman: Original Motion Picture Soundtrack |           |
| 7  | 16 février   | Divers artistes             | The Greatest Showman: Original Motion Picture Soundtrack |           |
| 8  | 23 février   | Divers artistes             | The Greatest Showman: Original Motion Picture Soundtrack |           |
| 9  | 2 mars       | Divers artistes             | The Greatest Showman: Original Motion Picture Soundtrack |           |
| 10 | 9 mars       | Divers artistes             | The Greatest Showman: Original Motion Picture Soundtrack |           |
| 11 | 16 mars      | Divers artistes             | The Greatest Showman: Original Motion Picture Soundtrack |           |
| 12 | 23 mars      | Divers artistes             | The Greatest Showman: Original Motion Picture Soundtrack |           |
| 13 | 30 mars      | George Ezra                 | Staying at Tamara's                                      |           |
| 14 | 6 avril      | Divers artistes             | The Greatest Showman: Original Motion Picture Soundtrack |           |
| 15 | 13 avril     | Kylie Minogue               | Golden                                                   |           |
| 16 | 20 avril     | Divers artistes             | The Greatest Showman: Original Motion Picture Soundtrack |           |
| 17 | 27 avril     | Divers artistes             | The Greatest Showman: Original Motion Picture Soundtrack |           |
| 18 | 4 mai        | Post Malone                 | Beerbongs & Bentleys                                     |           |
| 19 | 11 mai       | Divers artistes             | The Greatest Showman: Original Motion Picture Soundtrack |           |
| 20 | 18 mai       | Arctic Monkeys              | Tranquility Base Hotel and Casino                        |           |
| 21 | 25 mai       | Divers artistes             | The Greatest Showman: Original Motion Picture Soundtrack |           |
| 22 | 1er juin     | Divers artistes             | The Greatest Showman: Original Motion Picture Soundtrack |           |
| 23 | 8 juin       | Divers artistes             | The Greatest Showman: Original Motion Picture Soundtrack |           |
| 24 | 15 juin      | Divers artistes             | The Greatest Showman: Original Motion Picture Soundtrack |           |
| 25 | 22 juin      | Divers artistes             | The Greatest Showman: Original Motion Picture Soundtrack |           |
| 26 | 29 juin      | Divers artistes             | The Greatest Showman: Original Motion Picture Soundtrack |           |
| 27 | 6 juillet    | Drake                       | Scorpion                                                 |           |
| 28 | 13 juillet   | Drake                       | Scorpion                                                 |           |
| 29 | 20 juillet   | Drake                       | Scorpion                                                 |           |
| 30 | 27 juillet   | Divers artistes             | Bande originale du film Mamma Mia! Here We Go Again      |           |
| 31 | 3 août       | Divers artistes             | Bande originale du film Mamma Mia! Here We Go Again      |           |
| 32 | 10 août      | Divers artistes             | Bande originale du film Mamma Mia! Here We Go Again      |           |
| 33 | 17 août      | Divers artistes             | Bande originale du film Mamma Mia! Here We Go Again      |           |
| 34 | 24 août      | Ariana Grande               | Sweetener                                                |           |
| 35 | 31 août      | Divers artistes             | Bande originale du film Mamma Mia! Here We Go Again      |           |
| 36 | 7 septembre  | Eminem                      | Kamikaze                                                 |           |
| 37 | 14 septembre | Eminem                      | Kamikaze                                                 |           |
| 38 | 21 septembre | Eminem                      | Kamikaze                                                 |           |
| 39 | 28 septembre | Eminem                      | Kamikaze                                                 |           |
| 40 | 5 octobre    | Rod Stewart                 | Blood Red Roses (en)                                     |           |
| 41 | 12 octobre   | Lady Gaga et Bradley Cooper | Bande originale du film A Star Is Born                   |           |
| 42 | 19 octobre   | Jess Glynne                 | Always In Between (en)                                   |           |
| 43 | 26 octobre   | Lady Gaga et Bradley Cooper | Bande originale du film A Star Is Born                   |           |
| 44 | 2 novembre   | Andrea Bocelli              | Sì (en)                                                  |           |
| 45 | 9 novembre   | The Prodigy                 | No Tourists                                              |           |
| 46 | 16 novembre  | Muse                        | Simulation Theory                                        |           |
| 47 | 23 novembre  | Michael Bublé               | Love                                                     |           |
| 48 | 30 novembre  | Take That                   | Odyssey (en)                                             |           |
| 49 | 7 décembre   | The 1975                    | A Brief Inquiry Into Online Relationships                |           |
| 50 | 14 décembre  | Divers artistes             | The Greatest Showman: Original Motion Picture Soundtrack |           |
| 51 | 21 décembre  | Divers artistes             | The Greatest Showman: Original Motion Picture Soundtrack |           |
| 52 | 28 décembre  | Divers artistes             | The Greatest Showman: Original Motion Picture Soundtrack |           |

## Meilleures ventes de l'année
| Singles | Albums |
| --- | --- |
| 1. Calvin Harris et Dua Lipa – One Kiss 2. Drake - God's Plan 3. George Ezra – Shotgun 4. Keala Settle - This Is Me 5. Rudimental feat. Jess Glynne, Macklemore et Dan Caplen - These Days 6. Ed Sheeran - Perfect 7. Drake - Nice for What 8. George Ezra - Paradise 9. Ariana Grande - No Tears Left to Cry 10. Portugal. The Man – Feel It Still | 1. Divers artistes – The Greatest Showman: Original Motion Picture Soundtrack 2. George Ezra - Staying at Tamara's 3. Ed Sheeran - ÷ 4. Divers artistes - Bande originale du film Mamma Mia! Here We Go Again 5. Drake - Scorpion 6. Post Malone - Beerbongs & Bentleys 7. Lady Gaga et Bradley Cooper - Bande originale du film A Star Is Born 8. Michael Bublé - Love 9. Dua Lipa - Dua Lipa 10. Eminem - Kamikaze |